# Agustín Edwards Mac-Clure
Agustín Edwards Mac-Clure (17 de junho de 1878 - 18 de junho de 1941; Santiago, Chile) foi um político, escritor, empresário e diplomata chileno.